# Österängskyrkan
Österängskyrkan tillhör Jönköpings församling, i Växjö stift och ligger i stadsdelen Österängen i Jönköping. 

## Kyrkobyggnaden
Kyrkan invigdes den första advent 1961. Den har ritats av Johannes Olivegren och är uppförd i betong. Koret är placerat i väster och församlingsutrymmena med entrén har intagit den för koret normala platsen. Planen är två överlappande trianglar som har förskjutits något i sidled. 

## Inventarier
- Glasfönster utförda av Ralph Bergholtz och Randi Fisher.
- Altare av granit med ett krucifix i brons.
- Dopfunt av granit.
- Bildväv utförd av Inga-Mi Vannérus-Rydgran.
- Klockorna är gjutna av M & O Ohlsson.

### Orgel
- 1961 byggde Nordfors & Co, Lidköping en mekanisk orgel. Orgeln flyttas 1966 till koret i Kristine kyrka, Jönköping.

| Manual       | Pedalverk |
| Gedackt 8'   | Bihängd   |
| Flöjt 4'     |           |
| Principal 2' |           |
| Nasat 1 1/3  |           |
| Scharf 2 ch  |           |

- Den nuvarande orgeln är tillverkad 1966 av Nordfors & Co, Lidköping och är mekanisk.

| Huvudverk I  | Bröstverk II | Pedalverk     | Koppel |
| Rörflöjt 8'  | Gedackt 8'   | Subbas 16'    | I/P    |
| Principal 4' | Rörflöjt 4'  | Kvintadena 4' | II/P   |
| Hålflöjt 2'  | Principal 2' |               | II/I   |
| Mixtur 4 ch  | Scharf 3 ch  |               |        |
|              | Regal 8'     |               |        |